# ヨム・ジョンア
ヨム・ジョンア（朝: 염정아、1972年7月28日 - ）は、韓国の女優。

## 略歴
1991年ミス・コリアの善（準ミス）に選ばれ、これにより、1992年のミス・インターナショナルに出場し3位となる。
1991年、MBCのドラマ『われらの天国』で俳優としてデビュー。当初はミス・コリア出身というイメージが役柄にも影響していたが、次第に演技力を認められていく。
『ビッグ・スウィンドル!』で、2004年青龍映画賞の助演女優賞を受賞。『箪笥』で、2004年ブリュッセル国際ファンタジー映画祭銀鴉賞を受賞。『なつかしの庭』で、百想芸術大賞の主演女優賞を受賞。
2006年、整形外科医と結婚。2008年に女児を出産した。

## 出演

### 映画
- ジャズバー広島（1992年）
- テロリスト 哀しき男に捧げる挽歌（1995年） - ファン・チェウン 役
- カル（1999年） - オ・スンミン 役
- H ［エイチ］（2002年） - キム・ミヨン 役
- 箪笥（2003年） - ウンジュ 役
- ビッグ・スウィンドル!（2004年） - ソ・インギョン 役
- ラブリー・ライバル（2004年） - ヨ・ミオク 役
- サッド・ムービー（2005年） - ヨム・ジュヨン 役
- 天国までの60日（2005年） - イ・プジャ 役
- なつかしの庭（2006年） - ハン・ユニ 役
- 私の生涯最悪の男（2007年） - オ・ジュヨン 役
- スパイな奴ら（2012年） - カン代理（ペク・ヨジン） 役[2]
- 明日へ（2014年） - ハン・ソニ 役[3]
- ミミック（2017年）[4]
- 完璧な他人（2018年） - スヒョン 役[5]
- スピード・スクワッド ひき逃げ専門捜査班（2019年）- ユン・ジヒョン課長 役[6][7]
- 未成年（2019年）- ヨンジュ 役[8]
- スタートアップ！（2019年）- テギルの母親[9]
- 人生は美しい（2020年）- オ・セヨン 役[10][11]
- 宇宙+人（朝鮮語版）（2022年） - フクソル 役[12]
- 密輸 1970（2023年）
- クロス・ミッション（2024年）

### ドラマ
- われらの天国（1991年、MBC）
- 青空（1995年、KBS） - パク・ユンジョン 役
- COLOR カラー（1996年、KBS） - ソ・インファ 役
- モデル（1997年、SBS） - パク・スア　役
- 野望の伝説（1998年、KBS） - パク・チェヒ 役
- 学校（1999年、KBS） - チャ・ヒョンジュ先生 役
- 太祖王建（2000年 - 2002年、KBS） - トヨン 役
- 純情（2001年、KBS） - イ・ホスク 役
- 愛してると云って（2004年、MBC） - チョ・イナ 役
- ワーキングママ 〜愛の方程式〜（2008年、SBS） - チェ・ガヨン 役
- ロイヤルファミリー（2011年、MBC） - キム・インスク 役
- 美男<イケメン>バンド（2012年、tvN） - クォン・ジヒョクの母 役
- わが愛しの蝶々夫人（2012年 - 2013年、SBS） - ナム・ナビ 役[13]
- 隣人の妻（2013年、JTBC） - チェ・ソンハ 役[14]
- 放課後サプライズ（2013年、WEB）
- 魔女宝鑑 〜ホジュン、若き日の恋〜（2016年、JTBC） - ホンジュ 役[15]
- SKYキャッスル～上級階級の妻たち～（2018年 - 2019年、JTBC） - ハン・ソジン 役[16]
- クリーニングアップ（2022年、JTBC） - オ・ヨンミ 役
- NO WAY OUT：ザ・ルーレット（2024年、Disney+） - アン·ミョンジャ 役

### バラエティ
- 芸能街中継（2014年、KBS 2TV）[17]
- 三食ごはん（2019年、tvN）[18]

### その他
- 歩いて世界の中へ（朝鮮語版） （2016年、KBS1） - ナレーション

## 雑誌
- 「allure KOREA」2012年9月号[19]
- 「COSMOPOLITAN」2012年12月号[20]
- 「allure korea」2014年12月号[21]
- 「marie claire」2015年11月号[22]
- 「VOGUE KOREA」2017年6月号[23]
- 「BAZAAR」2019年3月号[24]
- 「COSMOPOLITAN」2020年12月号[25]

## 賞とノミネート

### 受賞
- 1991年「ミスコリアページェント ファーストランナー賞」
- 1991年「ミスコリアページェント ミスフォトジェニック賞」
- 1992年「ミスインターナショナルページェント セカンドランナー賞」
- 1998年「KBS演技大賞 優秀女優賞」（『野望の伝説』）
- 2003年「第6回ディレクターズカットアワード 最優秀女優賞」（『箪笥』）
- 2004年「第22回ブリュッセル国際ファンタスティック映画祭 助演女優賞」（『箪笥』）
- 2004年「第24回韓国映画評論家協会賞 最優秀女優賞」（『ビッグ・スウィンドル!』）
- 2004年「第25回青龍映画賞 助演女優賞」（『ビッグ・スウィンドル!』）
- 2004年「第6回アジア映画評論家協会賞 助演女優賞」（『ビッグ・スウィンドル!』）
- 2007年「第43回百想芸術大賞 映画部門最優秀女優賞」（『なつかしの庭』）
- 2011年「第4回コリアドラマアワード 最優秀女優賞」（『ロイヤルファミリー』）
- 2014年「女性映画人会 今年の女性映画人賞」（『明日へ』）[26][27]
- 2015年「第51回百想芸術大賞 映画部門最優秀女優賞」（『明日へ』）
- 2019年「第55回百想芸術大賞 最優秀女優賞」（『SKYキャッスル～上級階級の妻たち～』）[28]
- 2022年「第58回大鐘賞 主演女優賞」（『人生は、美しい』）

### ノミネート
- 2003年「第24回青龍映画賞 助演女優賞」（『箪笥』）
- 2004年「第41回大鐘賞 最優秀女優賞」（『箪笥』）
- 2006年「第12回クロトゥルーディスアワード 助演女優賞」（『箪笥』）
- 2008年「SBS演技大賞 優秀女優賞」（『ワーキングママ 〜愛の方程式〜』）
- 2011年「MBC演技大賞 最優秀女優賞」（『ロイヤルファミリー』）
- 2012年「SBS演技大賞 優秀女優賞」（『わが愛しの蝶々夫人』）
- 2013年「SBS演技大賞 最優秀女優賞」（『わが愛しの蝶々夫人』）
- 2015年「第20回春史映画芸術賞 最優秀女優賞」（『明日へ』）
- 2015年「第24回釜日映画賞 最優秀女優賞」（『明日へ』）
- 2017年「第54回大鐘賞 最優秀女優賞」（『ミミック』）[29]
- 2017年「第38回青龍映画賞 最優秀主演女優賞」（『ミミック』）
- 2018年「第27回釜日映画賞 最優秀女優賞」（『ミミック』）
- 2019年「第55回百想芸術大賞 大賞」（『SKYキャッスル～上級階級の妻たち～』）[30]
- 2019年「第12回コリアドラマアワード 大賞」（『SKYキャッスル～上級階級の妻たち～』）